# Молочная улица (Мелитополь)
Молочная улица (укр. Молочна вулиця) — улица в Мелитополе. Начинается от перекрёстка с улицами Александра Невского и Петропавловской и заканчивается Лабораторной улицей, которая, в свою очередь, снова выходит на Молочную улицу, образуя таким образом замкнутую петлю.
Молочная улица проходит одной своей стороной по фактической границе города. С неё можно попасть на тропу, ведущую к Молочной реке.
Состоит преимущественно из частного сектора. Покрытие асфальтное и грунтовое.

## Название

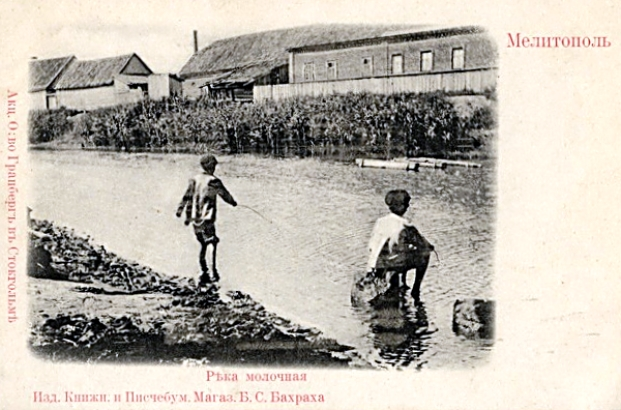
Река Молочная. Мелитополь. Начало XX в.

Улица получила своё название в честь Молочной реки, недалеко от которой находится. В свою очередь, река, по одной из версий, была так названа из-за того, что, питая окрестные луга и пастбища, способствовала обильному удою.
Также в 1912-1921 годах упоминаются 1-я и 2-я Молочные улицы, существовавшие в Мелитополе, а в начале 1920-х годов — Молочный переулок.

## История
Участок от улицы Александра Невского до поворота вдоль Молочной реки в дореволюционный период был отдельной улицей — Миллионной. В документах она впервые упоминается в 1897 году. После революции она была переименована в честь товарища Артёма, а вскоре, в 1929 году, и вовсе присоединена к улице Урицкого.
Тем временем от конца бывшей Миллионной улицы вдоль Молочной реки формировалась новая улица, которая собственно и получила название «Молочная». Впервые она упоминается в 1939 году.
Окончательное объединение двух участков произошло 21 октября 1965 года после соответствующего решения горисполкома.

## Объекты
- Начало улицы расположено вдоль территории стадиона «Авангард» (спорткомплекс Моторного завода).

## Галерея
|                                   |           |                                           |                                 |
| начало от ул. Александра Невского | зал бокса | киоск                                     | площадка на повороте возле реки |
|                                   |           |                                           |                                 |
|                                   |           | библейские цитаты на заборе частного дома | выезд на Лабораторную улицу     |